# Kostel Panny Marie Chaldejské
Kostel Panny Marie Chaldejské (fr. Église Notre-Dame-de-Chaldée) je katolický kostel v 18. obvodu v Paříži, který se nachází v ulici Rue Pajol. Kostel patří chaldejské katolické církvi. Byl dokončen v červnu 1992 jako součást církevního centra. Věřící jsou ponejvíce křesťanští imigranti z Turecka a Iráku.

## Historie
Chaldejská imigrace do Francie započala již ve 20. letech a původně se koncentrovala v Marseille a Toulouse. Až do války v Zálivu se jednalo o příchozí z Turecka, ale poté převážili asyro-chaldejští z Iráku. Jednalo se asi o 12 000 osob (chaldejské katolíky a nestoriány). Většina z pařížské komunity pochází z oblasti Hakkâri na jihovýchodě Turecka.
V roce 1950 byla v Paříži založena Chaldejská misie ve Francii (Mission chaldéenne en France). Její rektor Petrus Yousif zahájil výstavbu kulturního centra spolu s kostelem, které bylo dokončeno roku 1992.